# Rhododendron hyacinthosmum
Rhododendron hyacinthosmum är en ljungväxtart som beskrevs av Hermann Sleumer. Rhododendron hyacinthosmum ingår i släktet rododendron, och familjen ljungväxter. Inga underarter finns listade i Catalogue of Life.